# Tatone
Tatone (o Tato) (fl. VI secolo) fu re dei Longobardi tra il 500 circa e il 510 circa.

## Biografia
Figlio di Claffone ed esponente della dinastia letingia, Tatone nei primi anni del V secolo guidò i Longobardi nello spostamento dalla Rugilandia (l'odeirna Bassa Austria) al Feld (il Marchfeld, regione compresa tra Vienna e Bratislava). Probabilmente si trattò di un movimento migratorio imposto dagli Eruli, potente popolazione già da tempo stanziata in quell'area del Norico e che imponevano tributi ai Longobardi.
Giunto nel Feld, tuttavia, Tatone guidò la rivolta del suo popolo contro gli Eruli e, nella sanguinosa battaglia che ne seguì nel 508, sconfisse e uccise in combattimento il suo omologo erulo, Rodolfo. La disfatta degli Eruli segnò la scomparsa di questo popolo dalla storia; i Longobardi di Tatone, al contrario, emersero come nuova potenza locale: si impossessarono del tesoro dei vinti, rafforzarono l'esercito inglobando guerrieri di altra stirpe già sottomessi agli Eruli (o gli stessi superstiti eruli) e occuparono una vasta area intorno al medio corso del Danubio. Per secoli i Longobardi serbarono memoria di questo momento (nella loro Origo gentis Langobardorum) come del punto di svolta della loro storia.
Intorno al 510 un nipote di Tatone, Vacone, si ribellò allo zio (flgio di Tatone) Idilchi, lo imprigionò e ne usurpò il trono.

## Famiglia e figli
Tatone ebbe i seguenti figli:
- Ildichi che, sconfitto, si rifugiò presso i Gepidi[1];
- Rometrude.